# Millardiini
Millardiini – plemię ssaków z podrodziny myszy (Murinae) w obrębie rodziny myszowatych (Muridae).

## Zasięg występowania
Plemię obejmuje gatunki występujące w południowej Azji.

## Podział systematyczny
Do plemienia należą następujące rodzaje:
- Diomys O. Thomas, 1917 – świętoszczurek – jedynym przedstawicielem jest Diomys crumpi O. Thomas, 1917 – świętoszczurek manipurski
- Madromys Sody, 1941 – madrasek – jedynym przedstawicielem jest Madromys blanfordi (O. Thomas, 1881) – madrasek białoogonowy
- Millardia O. Thomas, 1911 – szczurofutrzak
- Cremnomys Wroughton, 1912  – grzebacznik
- Pithecheir Lesson, 1840 – małpioszczurek
- Pithecheirops Emmons, 1993 – małpioszczurnik – jedynym przedstawicielem jest Pthecheirops otion Emmons, 1993 – małpioszczurnik borneański